# Утрехт
Утрехт (на нидерландски: Utrecht, [ˈytrɛxt]) е град в Нидерландия, столица на провинция Утрехт. Той е четвъртият по големина град в Нидерландия с население от 282 000 души и гъстота от 2883 д/km² и е част от метрополиса Рандстад. Утрехт се разполага на 99,32 km² (95,67 km² – сухоземни и 3,65 km² – водни). Координатите на града са 52,09° северна ширина 5,12° източна дължина.

## История
Основите на града са положени от римско укрепление (castellum) около 47 г. пр.н.е. Първоначално построено от дърво на река Рейн, то служело като гранична крепост на Римската империя. Местността се казвала Трайектум (място, където се пресича реката). През втори век дървените стени били заменени с по-здрави каменни, чиито останки все още се намират под сградите около площад Дом. Там живеели около 500 римляни. Близо до крепостта се намирало малко селище, където живеели основно търговци и жените и децата на войниците.
В средата на 2 век германски племена редовно нападали римските земи, и към 270 г. римляните изоставили Утрехт. За периода 270 – 500 г. се знае твърде малко. През 6 век франките подчиняват Утрехт. След ръкополагането си за пръв епископ на фризийците през 695 г., Свети Вилиброрд установява в Утрехт центъра на епархията.
През Средновековието Утрехт е най-важният град в Северна Нидерландия. През 1122 г. той получава статут на град.
През 1597 г. се подписва Утрехската уния срещу испанското управление. Този съюз между седемте провинции на „Ниските земи“ се счита за начало на Холандската република, първата буржоазна страна в света.
През 1843 г. се открива железопътна линия, която свързва Утрехт с Амстердам. С времето Утрехт се превръща в основен железопътен център. Индустриалната революция, набирайки сила в Нидерландия, спомага за разширяването на града далеч отвъд средновековната му част, в частност централната, като от 1880 г. нататък започват да се строят много нови квартали като Аутвейк, Витефрауен, Вогеленвейк.
През Втората световна война, градът е окупиран от германските войски до окончателното освобождаване на Нидерландия на 5 май 1945 година. На 7 май канадски войскови части тържествено влизат в Утрехт.
След войната градът значително се разраства с построяването на нови квартали: Овервехт, Хогравен, Лунетен, Каналенейланд и Лейдсе Рейн.

## Град Утрехт и прилежащи селища
- Град Утрехт (население: 281 000 души)

- Влеутен-Де Меерн (30 000)
  - Харзойленс
  - Де Меерн
  - Велдхойзен
  - Влеутен

До 2001 г. Флойтен-Де Меерн е отделна община, включваща селищата Харзойленс и Велдхойзен. Данните за населението са от 1 януари 2005.
Утрехт е известен с катедралата (Dom van Utrecht) и каналите във вътрешната част. Той е център на нидерландската железопътна мрежа и седалище на Нидерландските железници (на нидерландски: Nederlandse Spoorwegen), което е и най-голямата тухлена сграда в цялата страна. Университетът в Утрехт (на нидерландски: Universiteit van Utrecht) е най-големият в Нидерландия. Футболният отбор на града се казва ФК Утрехт (FC Utrecht). Играе своите мачове на стадион Ню Галгенвард.

## Образование
Утрехтският университет е най-големият в страната (26 787 студенти през 2004 г.), и се намира във вътрешната част на града и в студентския квартал Ойтхоф (на нидерландски: Uithof). Според класацията на университета Шанхай Джиаотонг той заема 41 място сред най-добрите университети в света и 6-о в Европа.
В Утрехт се намират също така Утрехтското висше училище (30 000 студенти) (на нидерландски: Hogeschool van Utrecht), Утрехтското висше училище по изкуствата (3000 студенти) (на нидерландски: Hogeschool voor de Kunsten Utrecht) и Университета по хуманистика (около няколкостотин студенти).

## Транспорт
Заради централното си разположение, Утрехт е отлично свързан с всички части на Нидерландия. Мрежата за обществен транспорт включва:

### ЖП транспорт
Централната железопътна гара в Утрехт е основен възел в държавната железопътна мрежа.
Има редовни връзки с всички големи нидерландски градове, а от март 2006 и директна линия до летище Схипхол близо до Амстердам.
През града минават и международни линии, повечето до Германия.
Централна гара служи също и като автобусен център, обслужващ международни и вътрешни линии.
В града се намират и три по-малки ЖП гари: Утрехт Овервехт, Утрехт Лунетен и Утрехт Тервейде.
Запланувано е построяването на още три станции.
През туристическия сезон оперира специална линия до затворената станция Малибан, където се помещава Железопътния музей.
Централната станция се свързва чрез теснолинейка с кварталите Ломбок, Каналенайланд, Нювехейн и Ейселстейн.

### Пътища
Утрехт е добре свързан с всички основни магистрали в Нидерландия. Две от най-важните, минаващи през града са А12 (Хага – Германия) и А2 (Амстердам – Маастрихт). Други са А27 (Алмере – Бавел) и А28 (Утрехт – Гронинген). Поради увеличаващото се движения, задръстванията са често срещано явление.

### Друг транспорт
- Местни автобусни линии
- Connexxion автобусни линии
- Arriva автобусни линии
- BBA автобуси

Утрехт има и пристанище на канала Амстердам-Рейн, който го свързва с река Рейн. Пристанищният терминал има капацитет от 80 000 контейнера на година.
Утрехт е градът с най-добре развита мрежа от главни и второстепенни велоалеи. Велосипедната транспортна инфраструктура се развива мощно през последните години и това предлага отлични възможности на домакините и гостите на града масово да използват велосипеда като основно средство за масово придвижване.

## Култура
Утрехт е град с активен културен живот. Тук се намират няколко театри, центъра за класическа музика Вренденбюрг, рок клуб Тиволи, няколко кина, галерии продаващи произведения на изкуството, както и няколко музеи. В опит да бъдат включени максимално много хора в културния живот на града, редовно се провеждат културни недели. В Утрехт се намира Къщата „Ритвелд Шрьодер“ от 1924 г., включена в списъка на ЮНЕСКО за световно наследство.

### Музеи
- Музей на аборигенското изкуство
- Централен музей
- Музей „Катарейнеконвент“ (история на християнската култура и изкуство в Нидерландия)
- Национален музей на механичните музикални инструменти
- Железопътен музей
- Университетски музей към Утрехтския университет

## Спорт
Представителният футболен отбор на града носи името ФК Утрехт. Той е сред най-популярните нидерландски футболни тимове.

## Личности
Родени
- Марко ван Бастен (р. 1964), нидерландски футболист и треньор
- Уесли Снейдер (р.1984), нидерландски футболист
- Elize (р.1982), певица